# Peltosaari (ö i Laukas, Leivonvesi)
Peltosaari är en ö i Finland. Den ligger i sjön Kynsivesi och Leivonvesi och i kommunen Laukas i den ekonomiska regionen  Jyväskylä ekonomiska region  och landskapet Mellersta Finland, i den centrala delen av landet, 250 km norr om huvudstaden Helsingfors. Öns area är 3,1 hektar och dess största längd är 300 meter i nord-sydlig riktning.